# Parmenonta albosticta
Parmenonta albosticta är en skalbaggsart som beskrevs av Maria Helena M. Galileo och Martins 2003. Parmenonta albosticta ingår i släktet Parmenonta och familjen långhorningar. Inga underarter finns listade i Catalogue of Life.